# Tia (hercegnő)

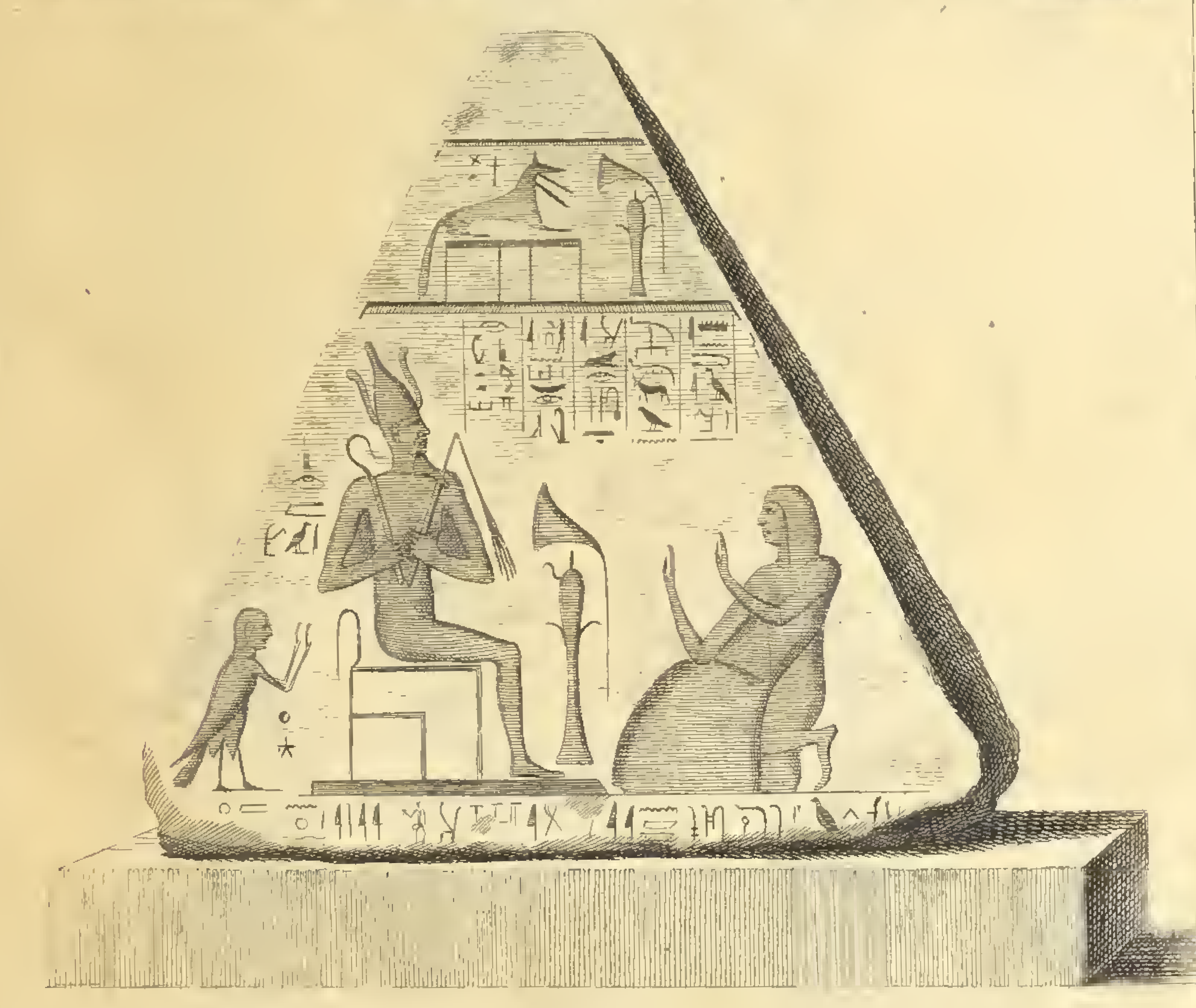
Tia pyramidiona

Tia ókori egyiptomi hercegnő volt a XIX. dinasztia uralkodásának elején, I. Széthi lánya, II. Ramszesz nővére.  Férjét szintén Tiának hívták, és egy magas rangú hivatalnok, Amonwahszu fia volt, emellett Ramszesz herceg nevelője.
Tia hercegnő I. Széthi és Tuja lánya, II. Ramszesz nővére csak II. Ramszesz korából fennmaradt képeken látható, itt A király testvére címet viseli. Előkelő, de nem királyi családba született Széthi és Tuja legidősebb gyermekeként Horemheb fáraó uralkodása alatt. Elképzelhető, hogy nagyanyja nevét kapta, Szitré királynénak ugyanis egy feltételezés szerint eredeti neve Tia volt. Egyetlen biztosan ismert testvére az öccse, Ramszesz; a húgának tartott Henutmiré hercegnő más elméletek szerint Ramszesz lánya. Tia már felnőtt volt, amikor Horemheb egy katonatársát, Tia nagyapját, Paramesszut, a későbbi I. Ramszeszt nevezte ki utódjának. Így egyike lett azon kevés egyiptomi hercegnőknek, akik nem a királyi családon belül házasodtak. A nemes hölgyek szokásához híven csak vallási szertartásokban játszott szerepet, „a juharfa Hathorja, a héliopoliszi Ré és a diadalaiban hatalmas Ámon énekesnője” volt.
Tia, Amonwahszu fia Ramszesz herceg nevelője volt, majd annak trónra lépte után fontos pozíciókat töltött be Thébában: a kincstár felügyelője volt, valamint Amon birtoka nyájainak főfelügyelője. Egy, a chicagói Oriental Institute-ban őrzött sztélén ábrázolják apjával, valamint I. Széthivel és az ifjú Ramszesszel.
A Tia házaspárnak két lánya született, csak az egyikük, Mutmetjennefer neve maradt fenn. A házaspár Tuja királynéval együtt látható egy kőtömbön, melyet ma Torontóban őriznek. A Tia család szakkarai sírboltját az általuk dinasztiaalapítóként tisztelt Horemheb sírjához csatolta. A sírt Geoffrey Martin tárta föl az Egypt Exploration Society megbízásából.